# 忘記他
忘記他是鄧麗君首張粵語專輯《勢不兩立》中的次主打歌曲，由黃霑作曲並作詞，盧東尼編曲，鄧麗君的粵語代表作之一。關淑怡曾在1995年重新改編翻唱過此曲。

## 簡介
1961年，黃霑本想參加電影《不了情》的徵曲比賽，為電影同名主題曲現成的國語歌詞譜曲，但因為作曲技巧稚拙，只寫了兩段旋律；後續的旋律則是他在70年代寫的，再把兩段拼合填上粵語詞，並獲當時的女朋友林燕妮允許，借用其刊在《東方日報》的小詞。歌曲原屬意於寶麗金唱片的關菊英，最後由同公司的鄧麗君灌錄，是因為她趕著要推出粵語專輯。
1980年12月18日鄧麗君首張粵語個人專輯《勢不兩立》發行，《忘記他》位於A面第二首，是整張專輯的第二主打歌。1981年，黃霑憑此曲獲得香港第四屆十大中文金曲獎的「最佳中文（流行）歌曲獎」。
此後，《忘記他》成為了鄧麗君的粵語代表作之一，她曾數次現場演唱，如1981年4月的新加坡鄧麗君演唱會（國家劇場）、1982年初的鄧麗君伊麗莎白體育館演唱會、1983年底的鄧麗君十五週年亞洲巡迴演唱會香港站、1986年的白金巨星耀保良；也是筠園自動點唱機的十首曲目中唯一一首粵語歌:49。

## 音樂錄影帶
兩版：1980年底鄧麗君參加節目《歡樂今宵》時所拍攝的；1982年10月無線電視《鄧麗君特輯》其中一段。

## 相關賞析
《忘記他》以C小調寫成，結構為前奏－A1－A2－B－過門－A3－尾聲，主要配器為長笛、弦樂器及曼陀林。前香港中文大學音樂系教授余少華認為弦樂的寫法日本演歌味濃重，使曼陀林原本的意大利風情轉變為東洋化的哀傷，曲風亦迥異於香港本地歌手的粵語歌曲。
歌詞方面，有論者認為風格是一覽無餘的「癡情」而「不著墨於忘記和不能忘記之間的矛盾張力」，且用詞淺顯，純用白描，屬典型的黃霑式情歌；
並以「開口應」的手法先聲奪人，整體則層次分明，環環相扣，角度有變化（主副歌），構篇被視為教材式的示範。

詞人鄭國江曾表示很喜歡此詞，尤其欣賞「從來只有他，可以令我欣賞自己」一句，認為不是愛情經驗豐富就不能寫得出來。

黃霑曾自評「等於將方和向拋掉」中的「和」字屬於文字砂石，由於唱片行業趕工的風氣沒處理好；詞評人朱耀偉則補充道這是歌詞遷就樂曲所致。
文化評論人林奕華認為雖然專輯首主打曲是電視劇《勢不兩立》的主題曲《風霜伴我行》，「鬥爭氣息」與形象向來溫婉的鄧麗君卻格格不入，《忘記他》反而能脫穎而出。

## 香港派台成績
| 派台成績 | 派台成績 | 派台成績 | 派台成績     | 派台成績 | 派台成績 | 派台成績 |
| -------- | -------- | -------- | ------------ | -------- | -------- | -------- |
| 唱片     | 歌曲     | 903      | RTHK         | 997      | TVB      |          |
| 1981年   |          |          |              |          |          |          |
| 勢不兩立 | 忘記他   |          | (1) 兩週冠軍 |          |          |          |

## 衍伸
1995年經關淑怡翻唱（專輯《"EX" All time Favourites》），在唐納德·阿什利的編曲和葉廣權的監製下，改編成一首中板節奏的夢幻流行，和聲編排、演繹、編曲別樹一格，廣受好評，包括黃霑。此曲是王家衛電影《墮落天使》的插曲，渲染戲中一段三角關係。

## 翻唱版本
| 年份 | 歌手                       | 專輯/單曲/演唱會/節目                                                    |
| ---- | -------------------------- | ------------------------------------------------------------------------ |
| 1982 | ロス･インディオス&シルビア | おもい手/ 恋の青山・原宿・ 六本木                                        |
| 1985 | 王菲                       | 迷人的卡勒                                                               |
| 1995 | 關淑怡                     | "EX" All time Favourites，有國粵兩版，國語版名為《可惜》，謝明訓改編詞。 |
| 1995 | 江希文                     | 自編、自演                                                               |
| 2005 | 李國祥                     | 循环再唱                                                                 |
| 2012 | 劉惜君                     | 惜·君                                                                    |
| 2012 | 陳潔儀                     | 想像空間演唱會                                                           |
| 2013 | 張靚穎                     | 何日君再來紀念演唱會                                                     |
| 2014 | 小娟&山谷裡的居民          | 君不見                                                                   |
| 2015 | 呂珊                       | 瞻霑自喜 黃霑名曲致敬集                                                  |
| 2016 | 區瑞強                     | 區瑞強 sings 鄧麗君Vol.2                                                 |
| 2017 | 容祖兒                     | 甜蜜蜜2007鄧麗君金曲交響演唱會                                           |
| 2019 | 周深                       | 《唱給世界聽》                                                           |
| 2019 | 王若琳                     | 愛的呼喚                                                                 |
| 2022 | 曹格                       | 《我为歌狂 EP.3 滚石40 粤语精选》                                        |
| 2022 | 魔動閃霸                   | 《聲生不息·港樂季》第12期                                                |

## 註腳
1. ↑  此處以唱片訊息為準。黃霑的博士論文《粵語流行曲的發展與興衰：香港流行音樂研究（1949-1997）》：「《忘記他》......黃霑或黎小田作品，多由奧金寶編曲......」
2. ↑  黃霑的解釋：歌詞第一句就能吸引聽眾，且不妨與歌名相同[8]

## 相關鏈接
詳見：鄧麗君音樂作品列表